# Sensazione (filosofia)
Per sensazione la filosofia intende un aspetto della conoscenza da questa distinto ma pur ad essa collegato, nel senso che l'apparato fisico sensoriale, secondo alcune dottrine filosofiche, come ad esempio il sensismo, è considerato come quello che fornisce il necessario materiale che sarà elaborato dall'attività intellettuale.
La speculazione filosofica differenzia la sensazione dalla percezione intendendo quest'ultima come l'organizzazione di dati sensoriali in un'esperienza complessa distinguendola così dall'immediatezza che contraddistingue la sensazione.

## La natura della sensazione
Sin dai suoi inizi la filosofia si pone la questione, a proposito della sensazione (αίσθησις, aistesis in greco), se questa vada intesa come pura e semplice passività nella ricezione di dati provenienti dall'esterno, oppure se i nostri organi di senso organizzino attivamente le sensazioni dando loro un significato. Nel primo caso ci sarebbe un'affezione passiva di dati in connessione con la coscienza, elemento necessario per la sensibilità; nel secondo si tratterebbe più precisamente di percezione, nel senso che questa rivelerebbe alla coscienza l'esistenza di un oggetto esterno le cui caratteristiche sensibili servirebbero a porre i primi dati di un processo conoscitivo con cui rappresentarselo.
La psicologia della forma o Gestaltpsychologie da parte sua ha negato che vi siano sensazioni primitive semplici che unendosi diano luogo alla conoscenza sensibile come sostenevano David Hume e John Stuart Mill, ed invece sostiene l'idea che la psiche umana possegga di per sé, in modo innato, forme (in tedesco Gestalten) entro cui strutturare i dati sensori dell'esperienza.
Il problema è stato dibattuto in vario modo dagli antichi filosofi: gli Eleati consideravano le sensazioni molteplici e mutevoli fonti di inganno ed apparenza («Sicura è solo la ragione» ) in confronto all'unica realtà vera dell'Essere, al contrario per Eraclito l'intelletto serve proprio per organizzare i dati sensibili che rivelano la vera essenza della realtà come continuo fluire.
Su questa linea Aristotele e in seguito Tommaso Campanella affermano che la sensazione è un momento dell'iniziale processo conoscitivo alla cui base vi è proprio la coscienza di sentire, «il sentire di sentire».
Anche Platone pur separando l'aspetto passivo del sentire da quello attivo del conoscere tramite l'intelletto (nous), tuttavia collega le sensazioni alla conoscenza poiché attraverso quelle possiamo riportare alla coscienza le verità dimenticate.
Un'analisi approfondita sulla natura della sensazione sarà condotta da Aristotele  che, in dissenso con la svalutazione che Platone assegna alla sensazione, invece vi basa l'intero processo conoscitivo che ha ogni suo principio proprio nei sensi: «Nihil est in intellectu quod prius non fuerit in sensu» (Nulla è nell'intelletto che non fu già nei sensi) 
Aristotele distingue quello che chiama il "sensibile proprio", intendendo il contenuto particolare avvertito da ogni senso, come ad esempio il colore relativo ad un oggetto, e il "sensibile comune", quello che tutti percepiscono come il moto, la figura, il numero, la grandezza, ossia termini connessi a quelle caratteristiche che noi ritroviamo in ogni nostra sensazione che, per quanto diversa nei suoi contenuti, avrà sempre un oggetto reale di riferimento, come una figura o un  numero. Vi è infine il "sensibile accidentale" per cui ad esempio un uccello vede un pezzo di zucchero ma solo per accidente, per caso, poiché quello che vede veramente è qualcosa di bianco.
Esiste poi un "sesto senso", il "sensorio comune" che ha sede nel cervello  e che unifica le diverse sensazioni in un unico dato sensitivo, come accade ad esempio per il gusto di un'arancia che è il risultato dell'insieme del colore, dell'odore e del sapore.
Di senso o sensorio comune parlano anche gli Scolastici, quali ad esempio San Tommaso d'Aquino  intendendolo come quella facoltà dell'anima che assolve a diversi compiti:
- mettere a raffronto il contenuto dei diversi sensi (se ad esempio ciò che ho sentito corrisponde a ciò che vedo);
- unificare i contenuti sensibili in un'unica percezione;
- riferire ogni sensazione alla coscienza del sentire, poiché non di tutte le sensazioni noi siamo coscienti.[9].

La filosofia con gli scettici, gli stoici e gli epicurei continua a dibattere su quale attribuzione di verità si possa assegnare alle sensazioni fino a quando il problema viene impostato diversamente nell'età moderna. Mentre per Aristotele la sensazione è un qualcosa che appartiene all'oggetto stesso, con la teoria cartesiana del corpo separato dall'anima, il sentire viene riportato a questa come fatto di coscienza che deve distinguere le qualità "primarie" (oggettive) da quelle "secondarie" (soggettive). Una distinzione questa, ritenuta reale da Locke, apparente da George Berkeley e Thomas Reid.
Per Leibniz la sensazione rappresenta un primo, ambiguo passo del processo conoscitivo che culmina con l'appercezione, per Kant è il necessario materiale delle forme a priori, mentre per l'idealismo, infine, essa fa parte dello sviluppo dialettico della ragione.
Il pensiero contemporaneo con la fenomenologia di Husserl, contrapponendosi a ogni concezione intellettualistica precedente, non nega il carattere delle sensazioni come «sintesi passive» ma sostienene che queste, come rivelazioni degli stessi oggetti, svolgono una funzione di reazioni pratiche, ci forniscono cioè la conoscenza del nostro agire spontaneo ed immediato.
William James ed Heidegger approfondiranno l'idea della sensazione come attività autonoma e riferita alla realtà dell'uomo come «essere nel mondo» , come necessario fondamento del pensiero e della volontà.
In tempi più recenti il concetto della sensazione è stato connesso a quello dei qualia (plurale neutro latino di quale-is cioè qualità, attributo, modo) sono, nella filosofia della mente, gli aspetti qualitativi delle esperienze coscienti che presentano una sensazione qualitativa diversa da un'altra. Ad esempio, l'esperienza che proviamo nell'assaporare un gelato è qualitativamente diversa da quella che cogliamo quando contempliamo La Gioconda di Leonardo. Secondo i loro sostenitori, quindi, i qualia sono estremamente specifici e caratterizzano essenzialmente le singole sensazioni coscienti.
Secondo John Searle quindi «ogni stato cosciente è caratterizzato da una sensazione qualitativa», pertanto qualsiasi esperienza cosciente comporta una sensazione qualitativa particolare..